# 478 v.Chr.
Het jaar 478 v.Chr. is een jaartal volgens de christelijke jaartelling.

## Gebeurtenissen

### Griekenland
- Koning Pausanias I van Sparta verovert met de Atheense vloot Byzantion en Cyprus.
- De Griekse geschiedschrijver Herodotus vermeldt een zonsverduistering in Sardis.
- De stadsmuur van Themistocles in Athene met de hoofdpoort (de Dipylon) en de Heilige Poort komen gereed.
- Het Thracische Chersonesos wordt door Athene ingelijfd in de Delische Bond.

### Italië
- Hiëro I volgt zijn broer Gelon op als tiran van Syracuse.

### China
- In Qufu wordt ter ere van Confucius de Confuciustempel gebouwd.

## Overleden
- Gelon van Syracuse, tiran van Sicilië